# Ortelle
Ortelle est une commune italienne de la province de Lecce dans la région Pouilles en Italie.

## Administration
| Période                                  | Période | Identité | Étiquette | Qualité |
| ---------------------------------------- | ------- | -------- | --------- | ------- |
|                                          |         |          |           |         |
| Les données manquantes sont à compléter. |         |          |           |         |

### Hameaux
Vignacastrisi

### Communes limitrophes
Castro (Lecce), Diso, Poggiardo, Santa Cesarea Terme, Spongano

## Personnalités
- Giuseppe Casciaro (1861-1941), peintre paysagiste